# Con de trànsit

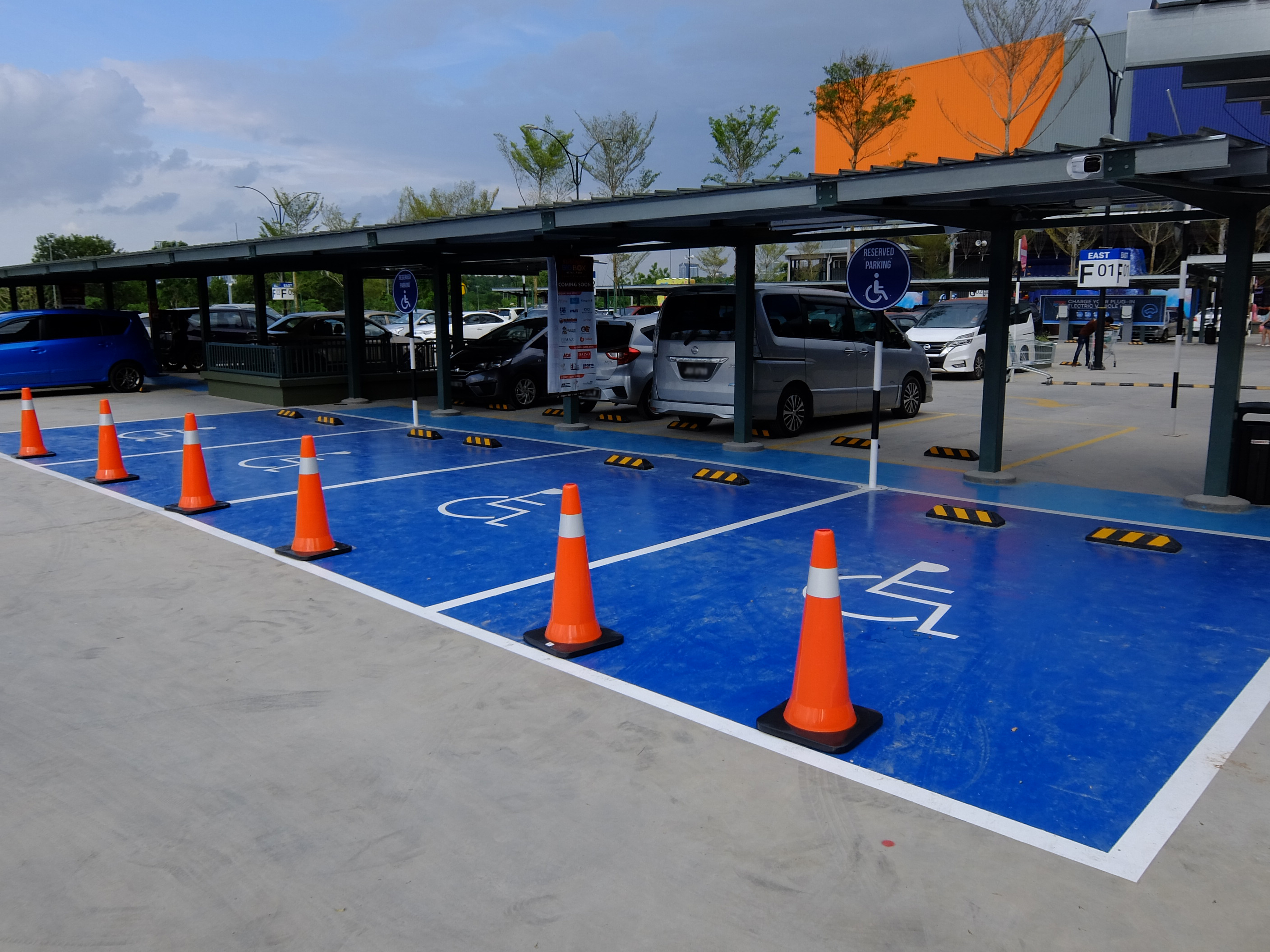
Con de trànsit

Element de senyalització de forma troncocònica, de material flexible (cartó, plàstic, etc) que, col·locat seqüencialment sobre una calçada, permet establir un dispositiu de barrera per a separar carrils de circulació o marcar zones d'accés prohibit